# Quận Clark, Ohio
Quận Clark là một quận nằm ở trung tâm phía tây tiểu bang Ohio của Hoa Kỳ . Theo điều tra dân số năm 2020 , dân số là 136.001.Quận lỵ của nó là Springfield .Quận được thành lập vào ngày 1 tháng 3 năm 1818, và được đặt theo tên của Tướng George Rogers Clak, một anh hùng của Cách mạng của Hoa Kỳ

## Địa lý
Theo Cục đquận này có diện tích km2, trong đó có km2 là diện tích mặt nước.